# Natolin
Pour les articles homonymes, voir Natolin (homonymie).
Natolin est un ensemble qui comporte une réserve naturelle boisée d'environ 120 hectares, un jardin à l'anglaise créé au XIXe siècle, et un château construit en 1780, au Sud de Varsovie (arrondissement d’Ursynów). Il a donné son nom à une station de métro, et d'une manière plus générale au quartier environnant.
La propriété historique est occupée depuis 1993 par la fondation Centre européen de Natolin, qui abrite notamment le campus polonais du Collège d'Europe.

## Historique
À l'origine il y avait un terrain de chasse royal, puis une faisanderie créée par le Roi Jan III Sobieski, transformée en ferme par le roi Auguste II le Fort, son successeur sur le trône polonais.
À l’instigation du prince Adam Jerzy Czartoryski, les architectes les plus renommés du XVIIIe siècle et du XIXe siècle comme Szymon Bogumił Zug, Christian Peter Aigner et Enrico Marconi ont contribué à la construction du palais néo-classique de Natolin. De nombreux autres artistes ont contribué au développement du domaine : Vincenzo Brenna, Adam Byczkowski, Virgilius Baumann et Ludwig Kauffmann.

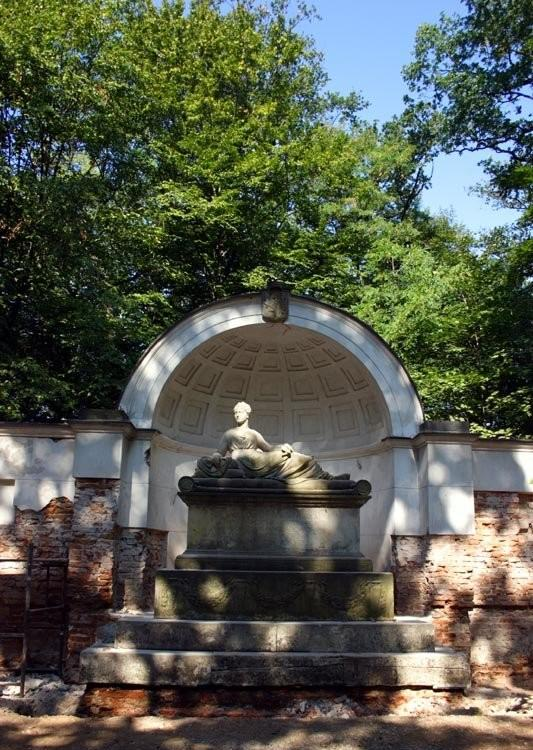

Le tombeau de Natalia Sanguszko née Potocka, fille de Aleksander Stanisław Potocki et d'Anna Tyszkiewicz, se trouve dans le parc attenant.
Le château fut largement détruit durant la Seconde Guerre mondiale.
En 1956, un des groupes de dirigeants communistes du PZPR visant à la création d’une alternative au système stalinien se réunissait dans le château, devenu résidence officielle des hauts dirigeants de l'État, est connu sous le nom de « groupe de Natolin » (soutenu par Khrouchtchev), finalement défait par le groupe concurrent dit « groupe de Puławy » (plus réformateur).